# 特雷纳 (圣佩德罗)
特雷纳是葡萄牙埃武拉区的一个堂区。总面积82.95平方公里，总人口859人，人口密度10.4人/平方公里。